# Bad Liebenwerda
Bad Liebenwerda (pronunciación en alemán: /baːt ˌliːbn̩ˈvɛʁda/ⓘ) es un municipio spa (población visitada por razones de salud). Se encuentra en el distrito de Elba-Elster al suroeste de Brandeburgo (Alemania). Se sitúa a la orilla del río Schwarze Elster, 57 kilómetros al noroeste de Dresde, y 28 km al este de Torgau.

## Historia
La primera vez que aparece mencionado el municipio es en 1231 como Lievenwerde. El significado del nombre puede venir de Liev (del alemán:vida) o Lieb (del alemán: amor) y -werde de werda que significa isla, de su emplazamiento en una isla en medio del río. En el documento del 1231 es mencionado a Otto de Ileburg. Vogt de Lievenwerde y Plebanus Walterus un prior. Liebenwerde tiene un castillo de agua que era llamado Lubwarttower. La primera mención como Liebenwerda como ciudad es en el año 1304. El municipio forma parte del Electorado de Sajonia y el Reino de Sajonia hasta 1815. De acuerdo con el Congreso de Viena su zona se tomará a formar parte del Reino de Prusia como distrito Liebenwerda. Desde 1905 tiene el municipio una clínica spa. Desde 1925 la palabra Bad forma parte del nombre de la localidad.

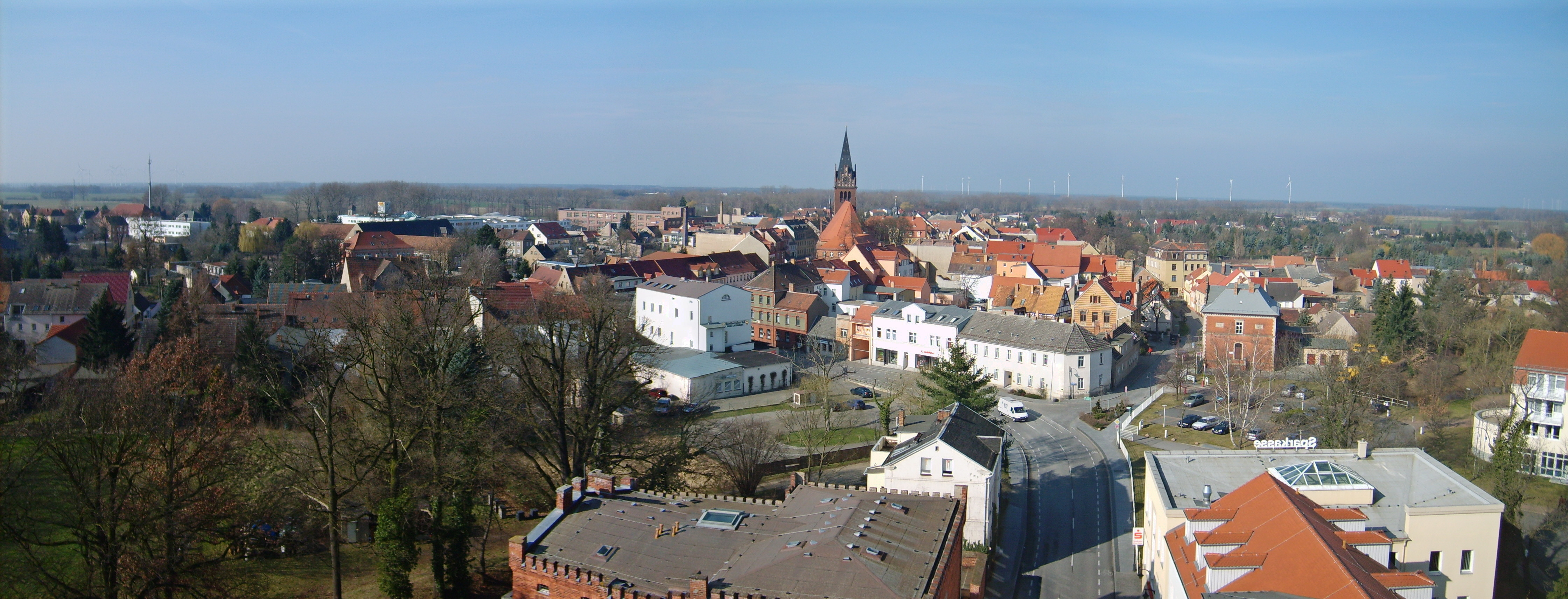
Bad Liebenwerda

## Demografía
- Desarrollo de la población en los actuales límites (Línea azul: Habitantes -- Línea de puntos: Comparación con el desarrollo de Brandenburgo; Fondo gris: Período del gobierno nazi -- Fondo Rojo: Época communista)
- Tendencias actuales (línea azul) y previsiones de la población